# Pascal Lainé
Pascal Lainé (født 10. maj 1942 i Anet (en), død 30. december 2024 i Paris) var en fransk forfatter, der i 1974 fik Goncourtprisen for romanen La Dentellière.
Pascal Lainé skrev omkring 30 romaner og 10 essays.